# Ионицэ, Александр
Александру Октавиан Ионицэ (рум. Alexandru Octavian Ioniță; 5 августа 1989, Бухарест, Румыния) — румынский футболист, нападающий.

## Карьера

### Клубная
Воспитанник футбольной команды «Вискофил». Первым профессиональным клубом для него стал бухарестский «Рапид»: за основной состав провёл 27 игр, за резервный 13. Один раз выступал на правах аренды за «Рокар». С 2010 года играет за немецкий «Кёльн», за который провёл 8 игр.

### В сборной
В сборной до 21 года сыграл 8 встреч.